# Gostun (Prijepolje)
Pour les articles homonymes, voir Gostun.
Gostun (en serbe cyrillique : Гостун) est un village de Serbie situé dans la municipalité de Prijepolje, district de Zlatibor. Au recensement de 2011, il comptait 51 habitants.

## Démographie
| 1948 | 1953 | 1961 | 1971 | 1981 | 1991 | 2002 | 2011 |
| ---- | ---- | ---- | ---- | ---- | ---- | ---- | ---- |
| 204  | 233  | 226  | 173  | 177  | 111  | 49   | 51   |

|  |